# PR-CV 147
El PR-CV 147 també conegut com a les Escales dels Moros o la Catedral del Senderisme, és un sender de petit recorregut circular de 14,4 km al terme municipal de la Vall de Laguar a la comarca de la Marina Alta que ens introdueix en el Barranc de l'Infern seguint uns 6873 esglaons que feren els antics moriscos per anar a les terres de conreu a l'altra banda del barranc de l'Infern, a la llera del riu Girona.

## Característiques

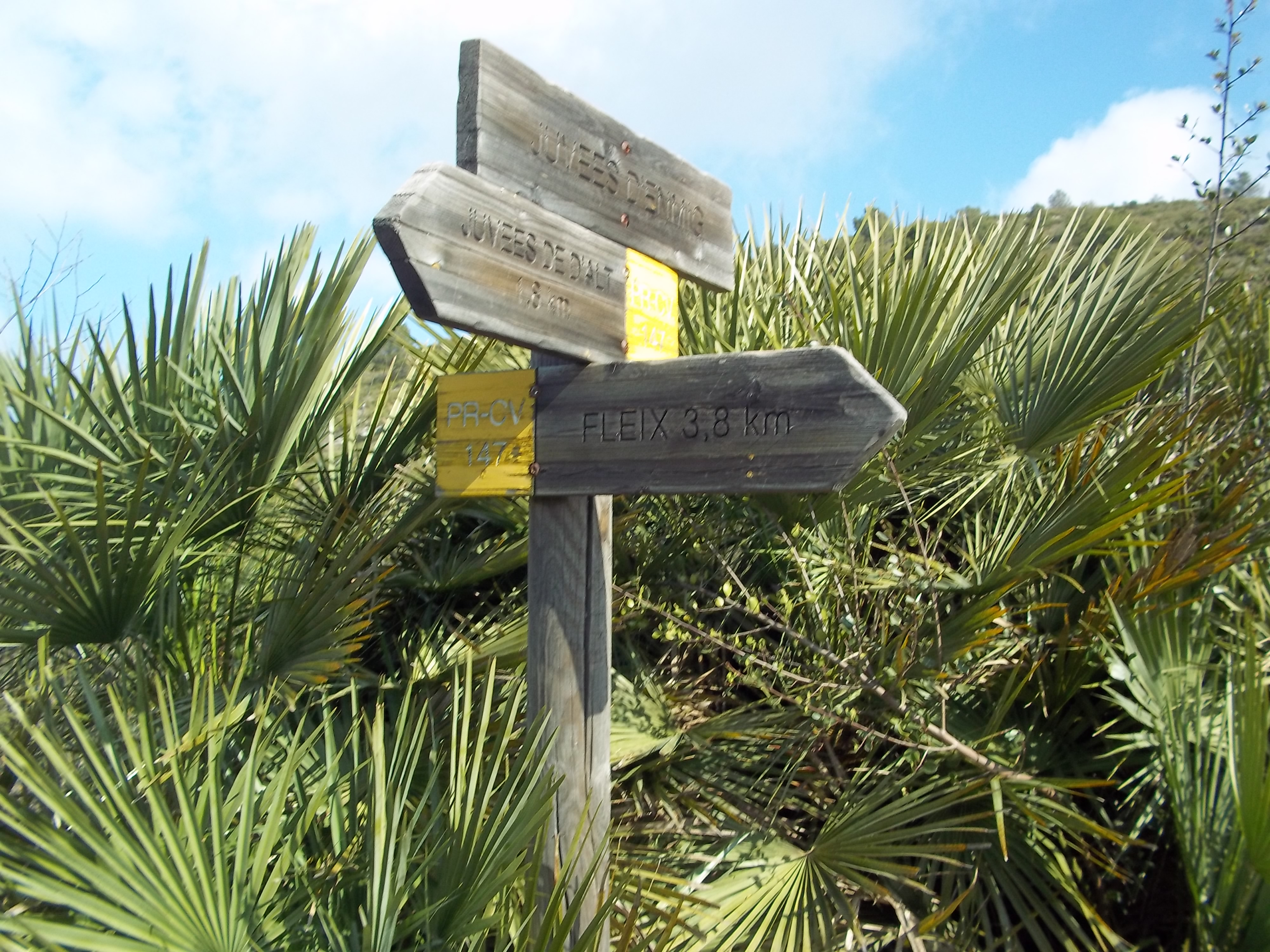
Senyalització vertical direcció Fleix

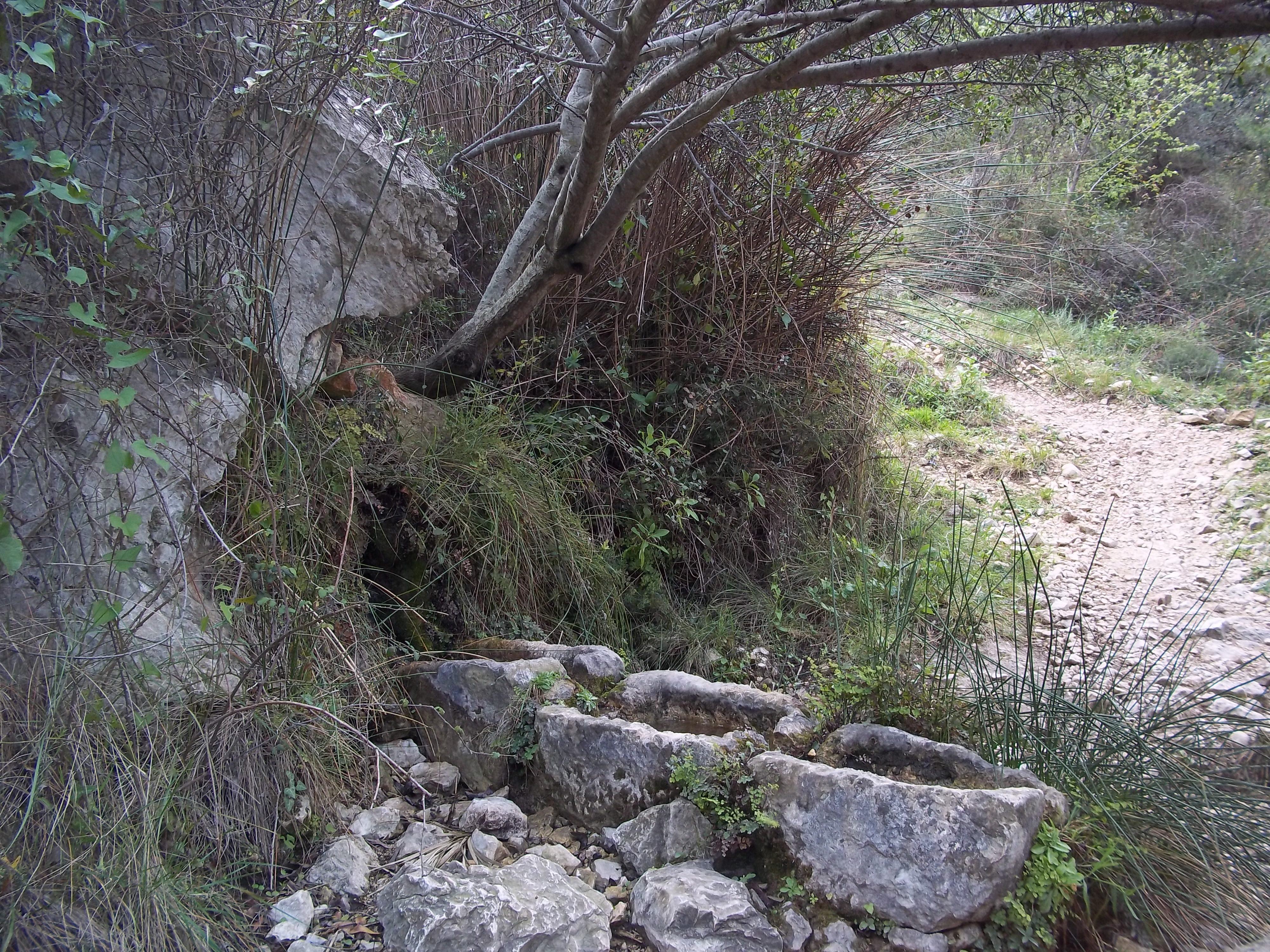
Font de Reinós

Durada: 6:45 hores
Distància: 14,4 km
Comarques: la Marina Alta
Dificultat: Alta

## Descripció de l'itinerari

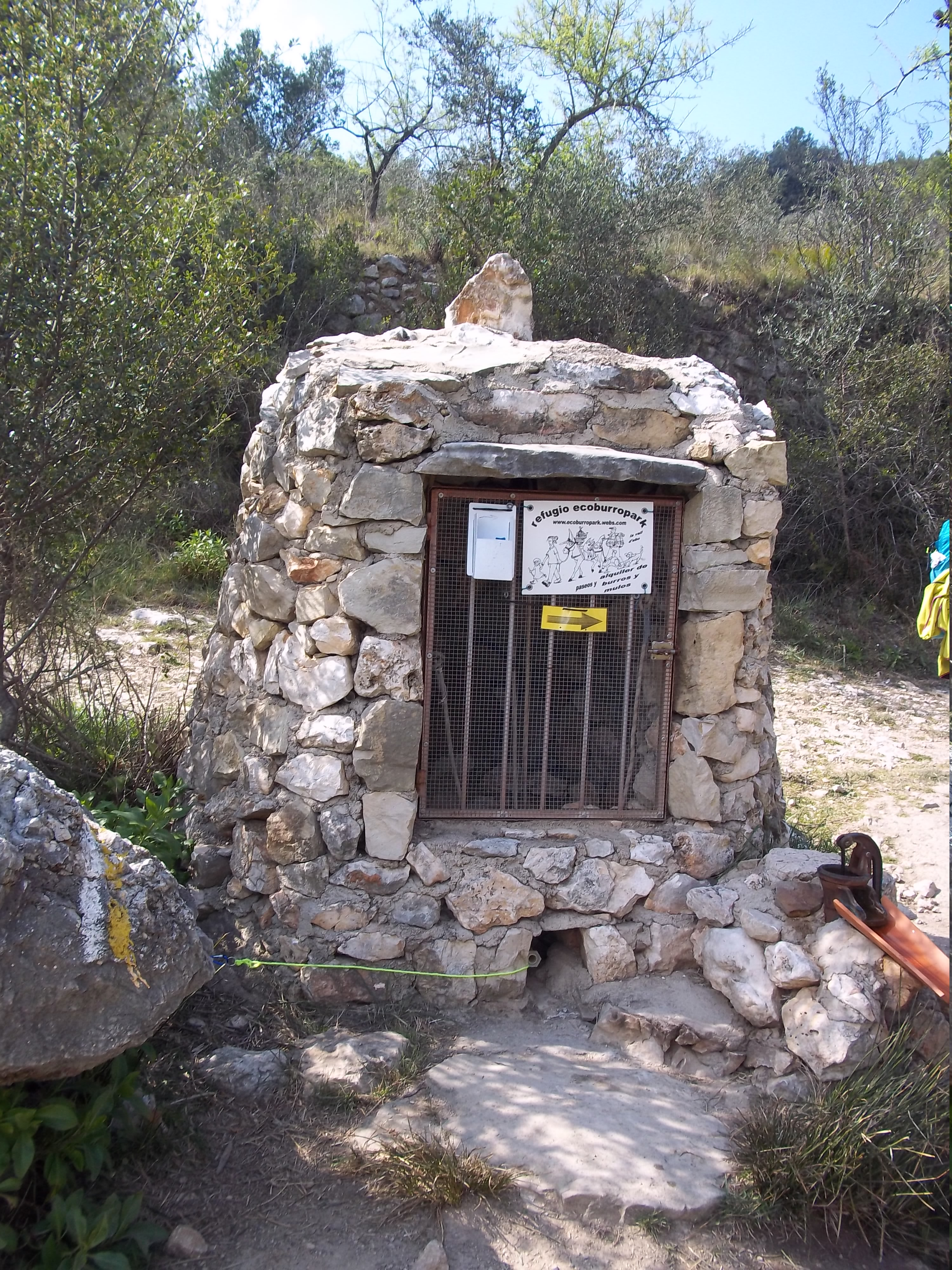
Pou de la Juvea

Començant l'itinerari des de Fleix, la ruta seria:
- Fleix, enllaç amb el PR-V 181
- Llavador i font Grossa
- Detall dels esglaonsForat excavat en la roca
- Riu Ebo
- Pou de la Juvea

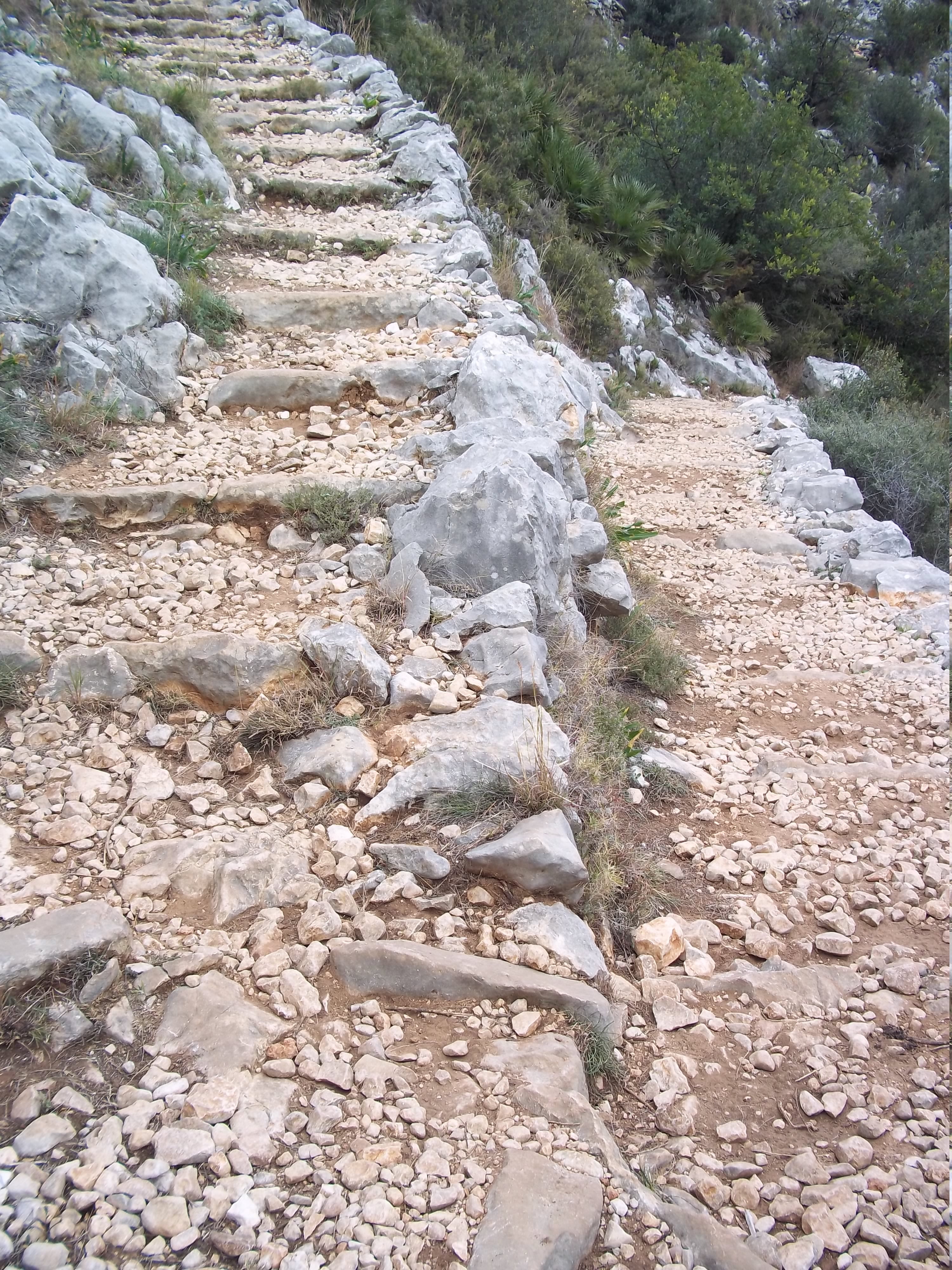
Detall dels esglaons

- Les Juvees d'Enmig, enllaç amb PR-V 43
- Font de Reinós
- Riu Ebo
- Les Juvees de Dalt
- Barranc Racons
- Font dels Olbis, àrea recreativa
- Benimaurell, enllaç amb PRV 181
- Font i llavador de Benimaurell
- Llavador i font Grossa
- Fleix, enllaç amb PRV 181